# Driulis Gonzálezová
Driulis (Driulys) González-Moráles, (*21. září 1973 Guantánamo, Kuba) je bývalá reprezentantka Kuby v judu. Je olympijskou vítězkou z roku 1996.

## Sportovní kariéra

### Úspěchy
- zlatá olympijská medaile z roku 1996
- tři tituly mistryně světa
- čtyři vítězství na prestižních Panamerických hrách
- desítky vítězných turnajů a finálových účastí včetně čtyř olympijských medailí

### Zajímavosti
- tokui-waza: seoi-nage, o-uči-gari, sode-curikomi-goši
- styl útoku: fyzický, taktický
- úchop: levý

S judem začínala v 9 letech. Od 15 let trénovala pod vedením Ronalda Veitíi. V letech 1997-2000 prohrála pouze tři zápasy se Španělkou Isabel Fernández. Po olympijských hrách v Sydney v roce 2000 si vzala mateřskou dovolenou. Vrátila se do světa sportu v roce 2003 do kategorie polostřední váha. S veleúspěšnou sportovní kariérou se rozloučila nepopulárním 5. místo na olympijských hrách v Pekingu v roce 2008. Bylo to její jediné nemedailové umístění na vrcholné akci.

### Rivalky
- Isabel Fernándezová
- Lucie Décosseová

## Výsledky
| Turnaj                  | 1992       | 1993       | 1994       | 1995       | 1996       | 1997       | 1998       | 1999       | 2000       | 2001             | 2002             | 2003             | 2004             | 2005             | 2006             | 2007             | 2008             |
| Turnaj                  | 19         | 20         | 21         | 22         | 23         | 24         | 25         | 26         | 27         | 28               | 29               | 30               | 31               | 32               | 33               | 34               | 35               |
| Turnaj                  | lehká váha | lehká váha | lehká váha | lehká váha | lehká váha | lehká váha | lehká váha | lehká váha | lehká váha | polostřední váha | polostřední váha | polostřední váha | polostřední váha | polostřední váha | polostřední váha | polostřední váha | polostřední váha |
| ----------------------- | ---------- | ---------- | ---------- | ---------- | ---------- | ---------- | ---------- | ---------- | ---------- | ---------------- | ---------------- | ---------------- | ---------------- | ---------------- | ---------------- | ---------------- | ---------------- |
| Olympijské hry          | 3.         |            |            |            | 1.         |            |            |            | 2.         |                  |                  |                  | 3.               |                  |                  |                  | 5.               |
| Mistrovství světa       |            | 3.         |            | 1.         |            | 2.         |            | 1.         |            | —                |                  | 2.               |                  | 3.               |                  | 1.               |                  |
| Panamerické hry         |            |            |            | 1.         |            |            |            | 1.         |            |                  |                  | 1.               |                  |                  |                  | 1.               |                  |
| Panamerické mistrovství | 1.         |            | 1.         |            | 1.         | 1.         | 1.         | —          | —          | —                | —                | —                | —                | —                | —                | 1.               | 1.               |

## Podrobnější výsledky

### Olympijské hry
| Rok      | Kategorie        |  | 1/32                               | 1/16                              | čtvrtfinále                         | semifinále                         | opravy                                | opravy                        | o bronz                                     | finále                               |
| -------- | ---------------- |  | ---------------------------------- | --------------------------------- | ----------------------------------- | ---------------------------------- | ------------------------------------- | ----------------------------- | ------------------------------------------- | ------------------------------------ |
| LOH 1992 | lehká váha       |  | výhra – 2:02/(wip) Jemina Alvesová | výhra – (yus) Maria Gontowiczová  | výhra – yuk/oug Ursula Myrénová     | prohra – 2:47/jg Míriam Blascová   | —                                     | —                             | výhra – yuk/uma Kate Donahooová             | —                                    |
| LOH 1996 | lehká váha       |  | výhra – (yus) Magali Batonová      | výhra – kok/shi Jessica Galová    | výhra – (yus) Nicola Fairbrotherová | výhra – 3:39/oug Liou Čchuang      | —                                     | —                             | —                                           | výhra – yuk/son Čong Son-jong        |
| LOH 2000 | lehká váha       |  | volný los                          | výhra – 0:56/suk Barbara Harelová | výhra – yuk/oug Marisabel Lombaová  | výhra – kok/oug Šen Ťun            | —                                     | —                             | —                                           | prohra – waz/shi Isabel Fernándezová |
| LOH 2004 | polostřední váha |  | volný los                          | prohra – yuk/shi Urška Žolnirová  | —                                   | —                                  | výhra – 0:35/ysg Gella Vandecaveyeová | výhra – 0:58/keg Hong Ok-song | výhra – (fus) Daniela Krukowerová           | —                                    |
| LOH 2008 | polostřední váha |  | volný los                          | výhra – yuk/shi Claudia Heillová  | výhra – yuk/mga Wang Čin-fang       | prohra – 3:34/ysg Ajumi Tanimotová | —                                     | —                             | prohra – 7:06/shi Elisabeth Willeboordseová | —                                    |

### Mistrovství světa
| Rok     | Kategorie        |  | 1/64                               | 1/32                               | 1/16                               | čtvrtfinále                        | semifinále                         | o bronz                            | finále                                |
| ------- | ---------------- |  | ---------------------------------- | ---------------------------------- | ---------------------------------- | ---------------------------------- | ---------------------------------- | ---------------------------------- | ------------------------------------- |
| MS 1993 | lehká váha       |  | x                                  | volný los                          | prohra Patricia Bevilacquaová      | prohra Wang                        | prohra Čijori Tatenová             | výhra Čong Son-jong                | —                                     |
| MS 1995 | lehká váha       |  | volný los                          | výhra Elmira Sluejmanovová         | výhra Huang Aj-čun                 | výhra Tanja Münzingerová           | výhra Marisabel Lomba              | —                                  | výhra Čong Son-jong                   |
| MS 1997 | lehká váha       |  | volný los                          | výhra Michelle Kreyová             | výhra Jang Sun-e                   | výhra Magali Batonová              | výhra Deborah Allanová             | —                                  | prohra – (yus) Isabel Fernándezová    |
| MS 1999 | lehká váha       |  | volný los                          | výhra Lena Göldiová                | výhra Arzu Bayraová                | výhra Pernilla Anderssonová        | výhra Michaela Vernerová           | —                                  | výhra – waz/stg Isabel Fernándezová   |
| MS 2001 | —                |  | nestartovala – mateřské povinnosti | nestartovala – mateřské povinnosti | nestartovala – mateřské povinnosti | nestartovala – mateřské povinnosti | nestartovala – mateřské povinnosti | nestartovala – mateřské povinnosti | nestartovala – mateřské povinnosti    |
| MS 2003 | polostřední váha |  | výhra Sajda Dariová                | výhra Belinda Giudiceová           | výhra Wang Čin-fang                | výhra Gella Vandecaveyeová         | výhra Anna von Harnierová          | —                                  | prohra – 3:10/tno Daniela Krukowerová |
| MS 2005 | polostřední váha |  | volný los                          | výhra Batbajarín Saindžargal       | výhra I Pok-hui                    | výhra Johanna Ylinenová            | prohra Lucie Décosseová            | výhra Anna von Harnierová          | —                                     |
| MS 2007 | polostřední váha |  | volný los                          | výhra Elis Šlezingrová             | výhra Claudia Heillová             | výhra Sara Álvarezová              | výhra Ajumi Tanimotová             | —                                  | výhra – kok/shi Lucie Décosseová      |